# Majin and the Forsaken Kingdom
Majin and the Forsaken Kingdom és un videojoc d'acció i aventura amb elements de trencaclosques, desenvolupat per Game Republic i publicat per Bandai Namco Entertainment. Va ser llançat el 23 de novembre de 2010.

## Història
La història es desenvolupa en un regne que alguna vegada va ser pròsper i fructífer, que és superat per una misteriosa "Foscor" i sumit en el caos. Si bé molts ciutadans van intentar explorar i descobrir què estava passant, mai més se'ls va tornar a veure i la decadència va continuar. Per netejar aquest regne abandonat de la foscor, un jove lladre es proposa trobar i alliberar el mític Majin, una bèstia mística increïblement poderosa, per recuperar el seu poder i restaurar la terra a la seva antiga glòria.

## Desenvolupament
El joc va ser anunciat per primera vegada durant la roda de premsa de Namco Bandai a la fira comercial Gamescom 2009. Takahiro Sasanoi, director de Tekken 6, també es va exercir com a director d'aquest joc. El títol original era Majin: The Fallen Realm, però es va canviar més tard durant el desenvolupament. Tot i el joc comparteix moltes similituds conceptuals amb The Last Guardian de Team Ico, Bandai Namco afirmà que Majin and the Forsaken Kingdom "estava en desenvolupament molt abans que es anunciés The Last Guardian".

## Recepció
El joc va rebre crítiques mixtes per les dues plataformes.